# Soldiers of Love
Soldiers of Love ist ein Lied der dänischen Boyband Lighthouse X aus dem Jahr 2016. Geschrieben wurde es von Sebastian F. Ovens, Daniel Lund Jørgensen, Katrine Klith Andersen sowie Søren Bregendel, Johannes Nymark, Martin Skriver, den drei Mitgliedern von Lighthouse X. Die Band hat damit Dänemark beim Eurovision Song Contest 2016 in Stockholm vertreten.

## Hintergrund
Lighthouse X wurden als Teilnehmer am Dansk Melodi Grand Prix 2016 bestätigt, nachdem am 10. Januar 2016 alle Künstler und Lieder auf Spotify geleakt wurden. Im Finale des Wettbewerbs zog die Gruppe neben Simone und Anja Nissen in das Superfinale ein und gewannen schließlich mit 42 % der Anruferstimmen. Beim zweiten Semifinale schieden Lighthouse X mit dem Song aus dem Wettbewerb aus.

## Chartplatzierungen
| ChartsChartplatzierungen | Höchstplatzierung | Wochen |
| ------------------------ | ----------------- | ------ |
| Dänemark (IFPI/Nielsen)  | 12 (4 Wo.)        | 4      |